# Дмитрасевич Тадей Антонович
Тадей Антонович Дмитрасевич (27 травня 1906, с. Дмитровичі, Мостиський повіт, Королівство Галичини та Володимирії, Австро-Угорщина — 31 грудня 1976, м. Судова Вишня, Мостиський район, Львівська область) — український громадський діяч, публіцист, історик, краєзнавець, археолог, художник і поет. Засновник історико-краєзнавчого музею міста Судова Вишня.

## Біографія
Народився 27 травня 1906 року у вчительській родині Антіна Дмитрасевича у селі Дмитровичі неподалік Судової Вишні, що у Мостиському районі Львівської області. Походив з інтелігентної родини з давніми освітянськими та священичими традиціями.
Його дідо, Михайло Дмитрасевич разом зі своєю дружиною працювали вчителями у школі в с. Дмитровичі. Двоє з їхніх чотирьох дітей стали священиками, тоді як інші два — Антін і Микола — вчителями. Молодий учитель Антін Дмитрасевич спільно з студентами та гімназистами заснував у селі читальню товариства «Просвіта» та осередок спортивно-пожежно-руханкового товариства «Січ».
Тадей Дмитрасевич закінчив з відзнакою гімназію у Перемишлі, навчався у Духовній семінарії. Закінчив філософський факультет Львівського університету зі ступенем магістр філософії.
Працював спочатку вчителем, а пізніше директором школи у с. Дмитровичі. Згодом працював вчителем у Судовишнянській середній школі. Його багатолітня педагогічна робота поєднувалася з творчістю: талановитий краєзнавець, любитель-археолог, історик, поет, справжній літописець. Заснував у Судовій Вишні історико-краєзнавчий музей, був його директором.
Знав 8 мов, знайдено близько 50 написаних ним ікон. Виставка його художніх полотен у 1990 році відбулася у Львові. Всього видано 12 його книг, серед яких «Судова Вишня», «Спаська гора», «Вишенські легенди».
Помер 31 грудня 1976 року.

## Вшанування
7 жовтня 2012 року у Судовій Вишні відбулися урочистості з нагоди встановлення та освячення художньо-меморіальної таблиці Тадею Дмитрасевичу на історичній будівлі місцевого Народного дому.
29 травня 2016 року в Судововишнянській школі Мостиського району було встановлено меморіальну таблицю з нагоди вшанування 110-ї річниці з дня народження Тадея Антоновича Дмитрасевича. Чин освячення здійснив настоятель Свято-Троїцької парафії УАПЦ, до якої належать більшість мешканців міста митр. прот. Іван Тиндик — благочинний Мостиського деканату. Барельєф виготовив заслужений художник України Любомир Яремчук.